# Hytanis
Hytanis is een monotypisch geslacht van spinnen uit de  familie van de Oonopidae (dwergcelspinnen).

## Soort
- Hytanis oblonga Simon, 1893